# Albédomètre

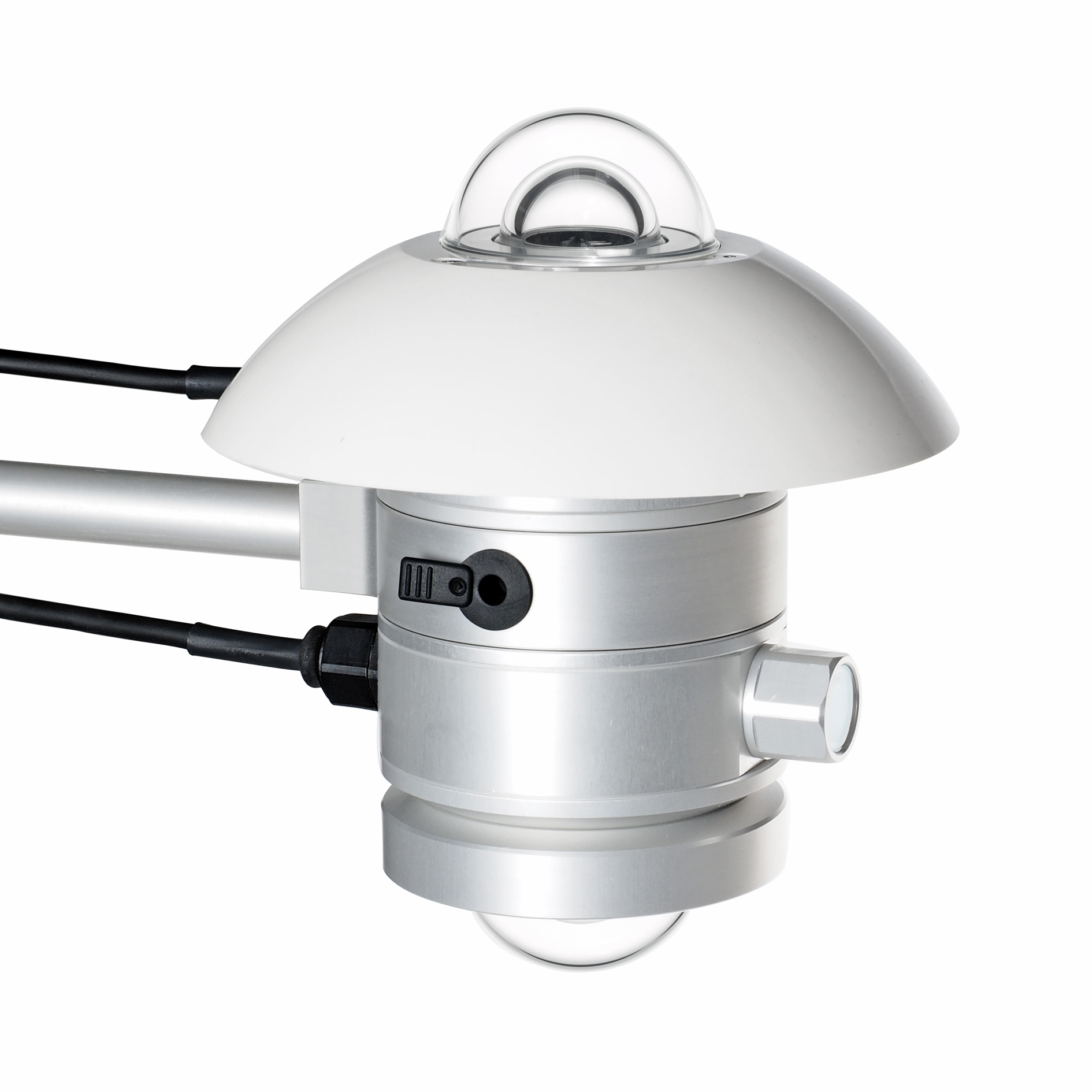
Un albédomètre SRA11 composé de deux pyranomètres.

Un albédomètre est un appareil utilisé afin de mesurer l'irradiance et l'albédo d'un matériau.
Il est le plus souvent composé de deux pyranomètres, l'un orienté vers le ciel et l'autre vers la surface à mesurer. L'albédo peut alors être calculé à partir du rapport entre le rayonnement incident et le rayonnement réfléchi.

## Principe
La mesure de l'albédo de la surface terrestre s'effectue à l'aide de deux pyranomètres. Le pyranomètre orienté vers le haut mesure le rayonnement solaire global incident. Le pyranomètre orienté vers le bas mesure le rayonnement solaire global réfléchi. Le rapport entre le rayonnement réfléchi et le rayonnement global correspond à l'albédo solaire et dépend des propriétés de la surface et de la distribution directionnelle du rayonnement solaire incident. 

## Utilisation
Les albédomètres servent principalement à mesurer la réflectance de la surface terrestre. Ils sont également utiles pour évaluer les effets thermiques dans les bâtiments et la capacité de production des panneaux solaires photovoltaïques bifaciaux.
Les albédomètres peuvent également être utilisés dans le domaine de la météorologie.